# Bernhard Kellermann

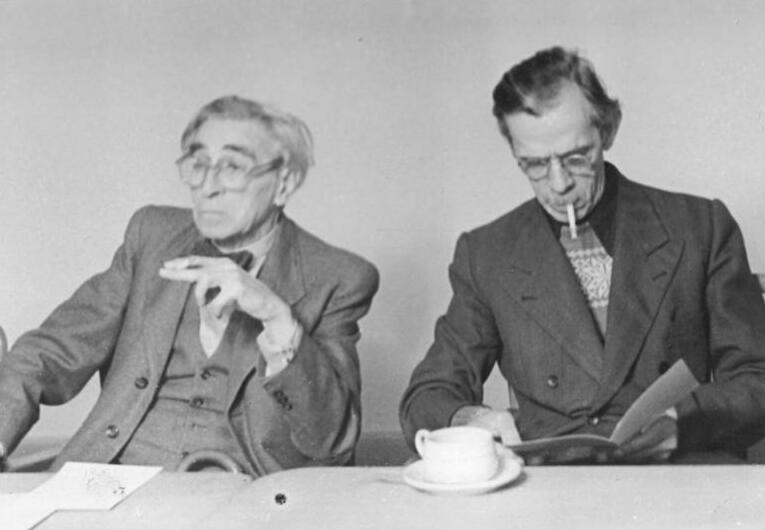
Bernhard Kellermann i Otto Nagel, 1950

Bernhard Kellermann (ur. 4 marca 1879, zm. 17 października 1951) – niemiecki pisarz, pozostający pod wpływem neoromantyzmu (powieści „Yester i Li”, „Ingeborga”). Był przeciwnikiem faszyzmu, którego wstrząsający obraz przedstawił w powieści „Taniec umarłych”.